# Thums Up
Thums Up is een colamerk dat zeer populair is in India, waar het rode "duim-omhoog"-logo ook zeer bekend is. Qua smaak is het sterk vergelijkbaar met andere cola's, al heeft het een unieke bijsmaak met kenmerken van betelnoot. Thums Up werd geïntroduceerd in 1977 met als doel het verdrijven van Coca-Cola en andere buitenlandse merken uit het land. Samen met merken als Limca en Campa Cola werd het een landelijk succes. Het merk werd later echter opgekocht door Coca-Cola, die het op haar beurt weer herintroduceerde om te concurreren met Pepsi.

## Achtergrond
Aan het eind van de jaren zeventig werd de Amerikaanse colagigant Coca-Cola door de Indiase regering de deur gewezen. Hierna startten de gebroeders Parle hun eigen gelijknamige frisdrankmerk Parle, met als vlaggenschip Thums Up en daarnaast Limca (lemon-lime) en Gold Spot (sinas). Tegelijkertijd lanceerde Coca-Cola's fabriek "Pure Drinks, Ltd." de merken Campa Cola en Campa Orange, beiden met een grotere hoeveelheid prik.
Het logo van Thums Up bevatte een rode omhooggestoken duim, waaraan later door Cola-Cola blauwe strepen werden toegevoegd en een moderner lettertype. Tot aan het begin van de jaren tachtig was de slogan van het merk "Happy days are here again", maar later werd dit vervangen door "Taste the thunder!"

## Markt
Thums Up had bijna een monopoliepositie met een veel groter marktaandeel dan concurrenten als Campa, Double Seven en Dukes, hoewel op regionale markten hier en daar een lokaal merk de overhand had. In het midden van de jaren 80 ontstond enige dreiging vanuit nieuwkomer Double Cola, die echter enkele jaren later plotseling weer verdween.
Toen de Indiase regering in 1990 de Indiase markt weer openstelde voor buitenlandse bedrijven was Pepsi de eerste die hierop insprong. Thums Up ging hier tegenin met als gevolg een harde concurrentiestrijd, waarbij beide partijen bekende inwoners aan hun kant probeerden te scharen en hun cola ook onder andere namen aan de man probeerden te brengen. In bepaalde delen van het land werd Thums Up dan ook populairder onder de naam Maha Cola.
In 1993 kwam Coca-Cola terug op de markt. Deze terugkomst maakte de zaken nog gecompliceerder en er ontstond een strijd tussen drie partijen. Nog in datzelfde jaar verkocht Parle zichzelf aan Cola-Cola voor niet meer dan 60 miljoen dollar, waardoor velen dachten dat Parle de strijd simpelweg had opgegeven.
Coca-Cola introduceerde haar eigen cola in blikjes, die bijzonder populair waren, en hield het merk Thums Up in kleine hoeveelheden op de markt. Later werd dit merk op een zijspoor gezet door Coca-Cola, hoewel het nog altijd een marktaandeel van 30 procent had.

## Herintroductie
Het merk werd hoe langer hoe minder populair onder de voornaamste doelgroep van personen tussen 12 en 25 jaar oud, onder andere doordat Cola-Cola niets meer uitgaf aan reclame of promotie voor Thums Up. Toen Cola-Cola zich echter realiseerde dat het verdwijnen van Thums Up juist positief zou zijn voor concurrent Pepsi, werd het weer terug in de strijd gebracht. Op dat moment had The Coca-Cola Company 60,5 procent van de markt in handen, maar kwam ze er tegelijk achter dat het daarvan zonder Thums Up nog 28,72 procent zou overhouden. Het merk werd daarom opnieuw geïntroduceerd, ditmaal gericht op een nieuwe doelgroep: Indiërs van 30 tot 45 jaar oud. Dit mogelijk omdat dit de oude consumenten ervan waren, die liever geen Coca-Cola of Pepsi dronken.
Het merk werd gepositioneerd als een "mannendrank" met een sterke smaak. Vanwege deze sterkte werd het dan ook een populaire cola voor mixdranken als rum-cola.
Thums Up begon een agressieve marketingcampagne als reactie op Pepsi's televisiereclames. De sterke smaak van de cola werd duidelijk naar voren gebracht en men hoopte dat de "volwassen" drank nu ook een jong publiek zou aantrekken. De slogan die werd gebruikt, was dan ook "Grow up to Thums Up". De aanpak slaagde en al gauw werd Thums Up weer een landelijk succes. De huidige campagnes van Thums Up righten zich nog altijd op de mannelijkheid en stoerheid van Thums Up cola.

## Sponsoring

#### Cricket
Thums Up was een belangrijke sponsor van cricketwedstrijden en was ook opvallend aanwezig bij de cricketwedstrijden van Sharjah. In het begin van de jaren tachtig kwam het uit met verschillende ansichtkaarten met Sunil Gavaskar en Imran Khan.

#### Indiase motorsport
Naast cricket was de zuidelijke bottelaar van Parle in de jaren tachtig een belangrijke sponsor van de Indiase motorsport. Naast het sponsoren van verschillende Indiase baancoureurs in Sholavaram-races, sponsorden ze verschillende regionale auto- en motorrally's. Ze waren ook een aantal seizoenen verbonden aan het Lakshmi Mills Super Speeds-team.

#### Olympische Spelen 2020
Thums Up kondigde in juli 2021 een wereldwijde samenwerking aan met de Olympische Zomerspelen 2020 om het 100ste jaar van India's deelname aan de Olympische Spelen te herdenken. Het merk heeft een speciale atleetverpakking uitgerold, met Indiase Olympiërs Bajrang Punia, Manu Bhaker, Vikas Krishan Yadav, Deepika Kumari en Atanu Das.

## Beroemde merkvertegenwoordigers
Bekende Indiërs die Thums Up vertegenwoordigden na 1990:
- Akshay Kumar
- Salman Khan
- Ranveer Singh
- Chiranjeevi
- Mahesh Babu
- Vishal
- Vijay Deverakonda
- Jasprit Bumrah
- Shah Rukh Khan